# نایجل کلوتن
نایجل کلوتن (انگلیسی: Nigel Clutton؛ زادهٔ ۱۲ فوریهٔ ۱۹۵۴) بازیکن فوتبال اهل بریتانیا است.